# Азия (митология)
Азия в древногръцката митология е океанида, дъщеря на Океан и Тетида. Според Херодот, Азия е жена на Прометей и на нея е наречена част от света – Азия.
Според други родословия, Азия е жена на титана Япет и майка на Прометей, Епиметей, Менойтий и Атлас. В „Теогония“ Хезиод я нарича Климена.